# Kurájove
Kurájove (en ucraniano: Курахове; en ruso: Курахово, romanizado: Kurájovo) es una ciudad ucraniana perteneciente al óblast de Donetsk. Situada en el este del país, es parte del raión de Pokrovsk y centro del municipio (hromada) homónimo.
Desde enero de 2025 la ciudad se encuentra bajo ocupación de Rusia en el marco de la invasión rusa de Ucrania.

## Geografía
Kurájove se encuentra en la margen izquierda del embalse de Kurájove, una presa del río Vovcha, a unos 50 km al oeste de Donetsk.  

## Historia
Kurájove se creó en 1936 a partir de un asentamiento de trabajadores, que se construyó para los trabajadores de la central eléctrica cercana, y se llamó Kurajovgresstrói (en ruso: Кураховгрэсстрой) hasta 1943, luego Kurajovgrés (en ruso: Kураховгрэс) hasta 1956. En el barrio de Roja hubo un campo de prisioneros de guerra hasta 1950. En 1956 el pueblo había crecido tanto que fue declarado ciudad y renombrado como Kurájove.
Tras el estallido de la guerra del Dombás en la primavera de 2014, Kurajívka se encontró en la zona de combate. Hasta 2020, Kurájove fue parte del raión de Marinka pero desde entonces fue incorporada al raión de Pokrovsk.
El referéndum de independencia del óblast de Donetsk del 11 de mayo de 2014 se llevó a cabo en Kurájove, pero la ciudad no pasó a formar parte del territorio controlado por la autoproclamada República Popular de Donetsk, que celebró el referéndum. Desde entonces, la ciudad se encuentra a 10 kilómetros al oeste de la línea del frente de la guerra del Dombás.

### Invasión rusa de Ucrania
La ciudad es señalada como de gran importancia para la guerra de recursos rusa y sus objetivos bélicos relacionados, ya que engloba infraestructuras de recursos y litio valorados en cientos de miles de millones de dólares, que se almacena en el yacimiento de Shevchenko. Unas semanas antes del inicio de la invasión rusa en diciembre de 2021, el gobierno ucraniano concedió a la empresa australiana European Lithium los derechos mineros de este yacimiento. En el verano de 2023, el director general de European Lithium, Tony Sage, declaró que la empresa dejaría de reclamar el yacimiento de Shevchenko: estaba demasiado cerca de la línea del frente. El 10 de enero de 2024, los rusos enviaron "documentos de aprobación" para la extracción de litio en la región al Ministerio de Recursos Naturales y Medio Ambiente de Rusia. El escritor ruso-israelí Edward Topol sostiene que al apoderarse del litio ucraniano, Rusia pretende mantener el impulso ruso y la presión sobre el mercado energético europeo con un monopolio sobre el litio de Europa.
El comandante en jefe ucraniano Oleksander Syrskyi señaló en mayo de 2024 la disparidad de fuerzas en términos de equipamiento y efectivos, y la alta presión sobre las líneas ucranianas en la zona. Describió las zonas de Kurájove y Pokrovsk de la línea del frente como la "principal dirección de ataque" de las fuerzas rusas.

Kurájove ha sido un lugar que sufrió consecuencias de la invasión rusa de Ucrania desde mayo de 2022. En junio, por ejemplo, la fuerza aérea rusa llevó a cabo bombardeos, que también afectaron a civiles.

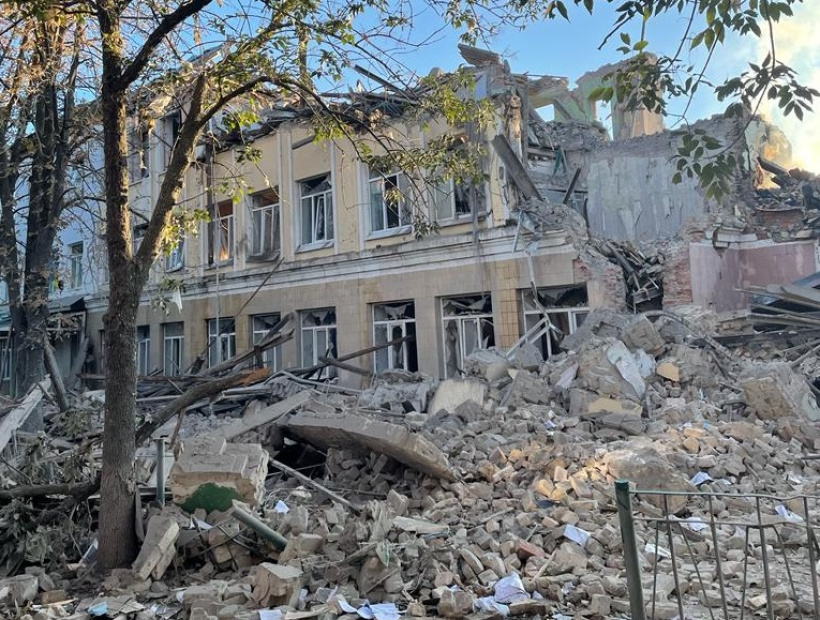
Una escuela tras un bombardeo ruso el 6 de septiembre de 2022.

Entre finales de agosto y septiembre de 2024, tras los avances hacia Pokrovsk, las fuerzas rusas se reagruparon al norte y al sur de Kurájove, intentando cercar a las tropas ucranianas, principal foco actual de las fuerzas rusas en dirección a la ciudad. Los combates se desplazaron a las ciudades cercanas de Ukrainsk (situada a unos 15 km al norte de Kurájove), Girnik y Selídove. La preocupación por el cerco va en aumento, sobre todo más al sur, donde las carreteras se han vuelto intransitables y los comercios han cerrado. La logística se ha visto muy afectada, con las rutas de suministro ralentizadas y la evacuación de los heridos cada vez más difícil debido a las carreteras cortadas a Pokrovsk. La población de la ciudad se redujo a unos 5000 habitantes en septiembre. Según los soldados, los combates en la zona de Kurájove son difíciles debido a lo llano del terreno. El 16 de octubre, las fuerzas rusas ocuparon la aldea de Ostrivske, en la orilla oriental del embalse de Kurájove, amenazando a Kurájove con cercarla.
Las fuerzas rusas avanzaron en dirección a Kurájove en el marco de las continuas operaciones ofensivas llevadas a cabo en la zona el 30 de octubre. A principios de noviembre, se estimaba que entre 700 y 1000 personas permanecían en la ciudad y vivían sin los servicios básicos, mientras las fuerzas rusas permanecían a menos de 3 kilómetros del centro de la ciudad. Muchas instalaciones cruciales fueron destruidas por los intensos bombardeos, y sólo funcionaba un almacén de alimentos. Los esfuerzos rusos por cercar la ciudad continuaron y, según el jefe de policía de la ciudad, su éxito la dejaría prácticamente indefendible.
En enero de 2025 el Ministerio de Defensa de Rusia anunció la toma de la ciudad después de dos meses de asedio.

## Demografía
La evolución de la población de Kurájove entre 1939 y 2022 fue la siguiente:
| 5324                                                          | 10 799 | 15 616 | 20 091 | 22 155 | 21 479 | 20 224 | 19 677 | 18 782 | 18 220 |
| (Fuente: Cities & Towns of Ukraine y UKRAINE: Größere Städte) |        |        |        |        |        |        |        |        |        |

Según el censo de 2001, la lengua materna de la mayoría de los habitantes, el 69,05 %, es el ruso; del 30,56 % es el ucraniano.

## Economía
Los empleadores más importantes son la gran central térmica de carbón de Kurajivska para la generación de electricidad y calor y una acería. La central tuvo una gran influencia en la historia de la ciudad. A partir de noviembre de 2024, la central eléctrica fue desmantelada para abastecer a otras centrales eléctricas y destruida en gran parte por los bombardeos rusos. Una línea aérea de alto voltaje ha estado funcionando desde la central eléctrica de Kurájove hasta Zaporiyia desde 1964.
El yacimiento de Shevchenko de la ciudad alberga una de las mayores reservas de litio de Ucrania. Recibió atención desde la creciente demanda de litio a nivel mundial.

## Infraestructura

### Transporte
La principal arteria de transporte de la ciudad es la carretera N-15 Donetsk-Zaporiyia, que pasa directamente por Kurájove. La estación de trenes se encuentra en el distrito oriental de Krasna.

## Galería

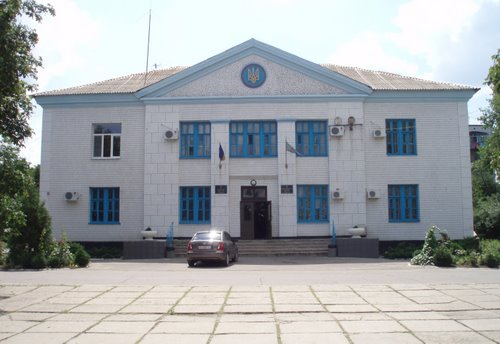
Ayuntamiento de Kurájove
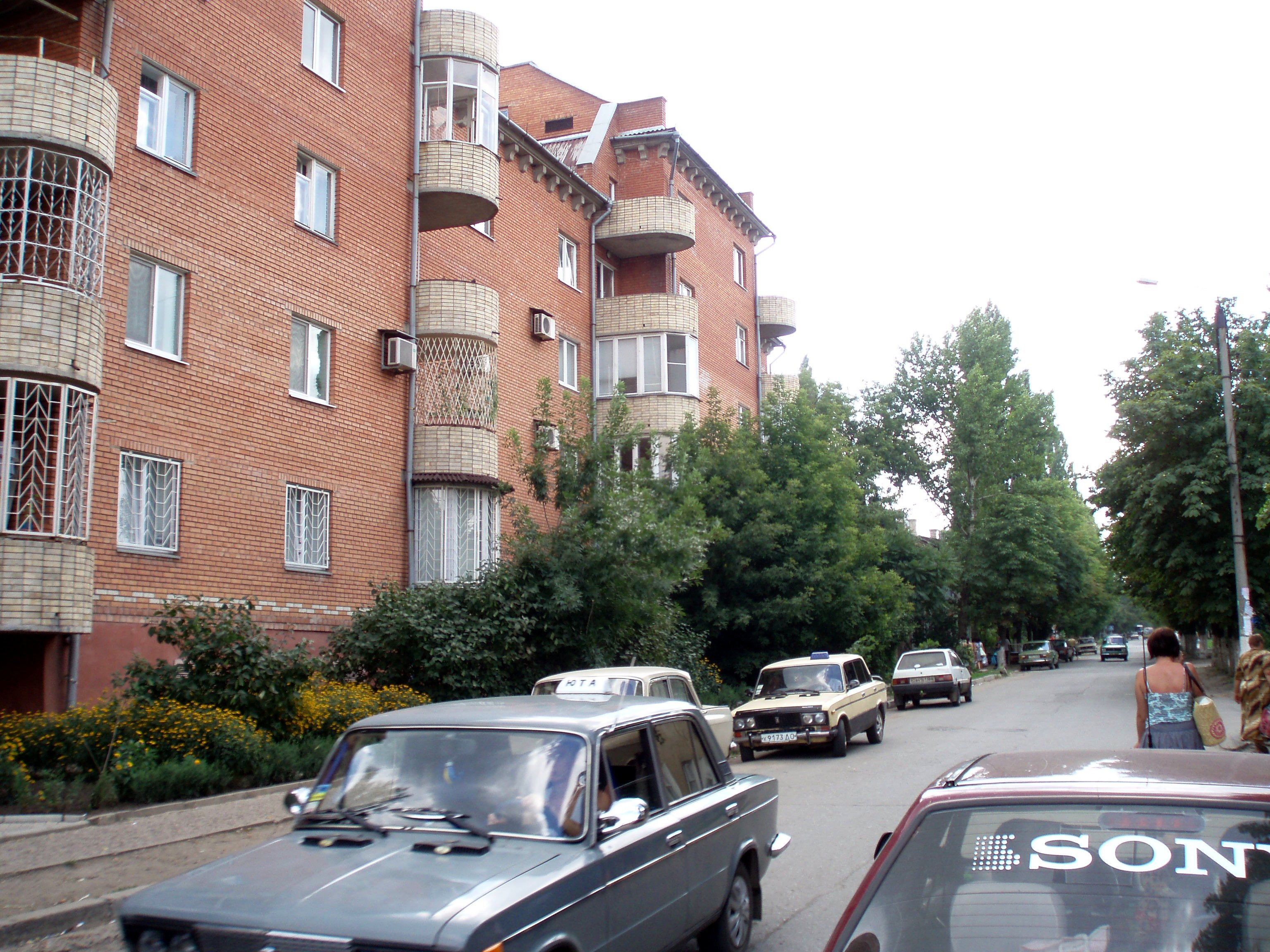
Pisos en la calle Lermontov
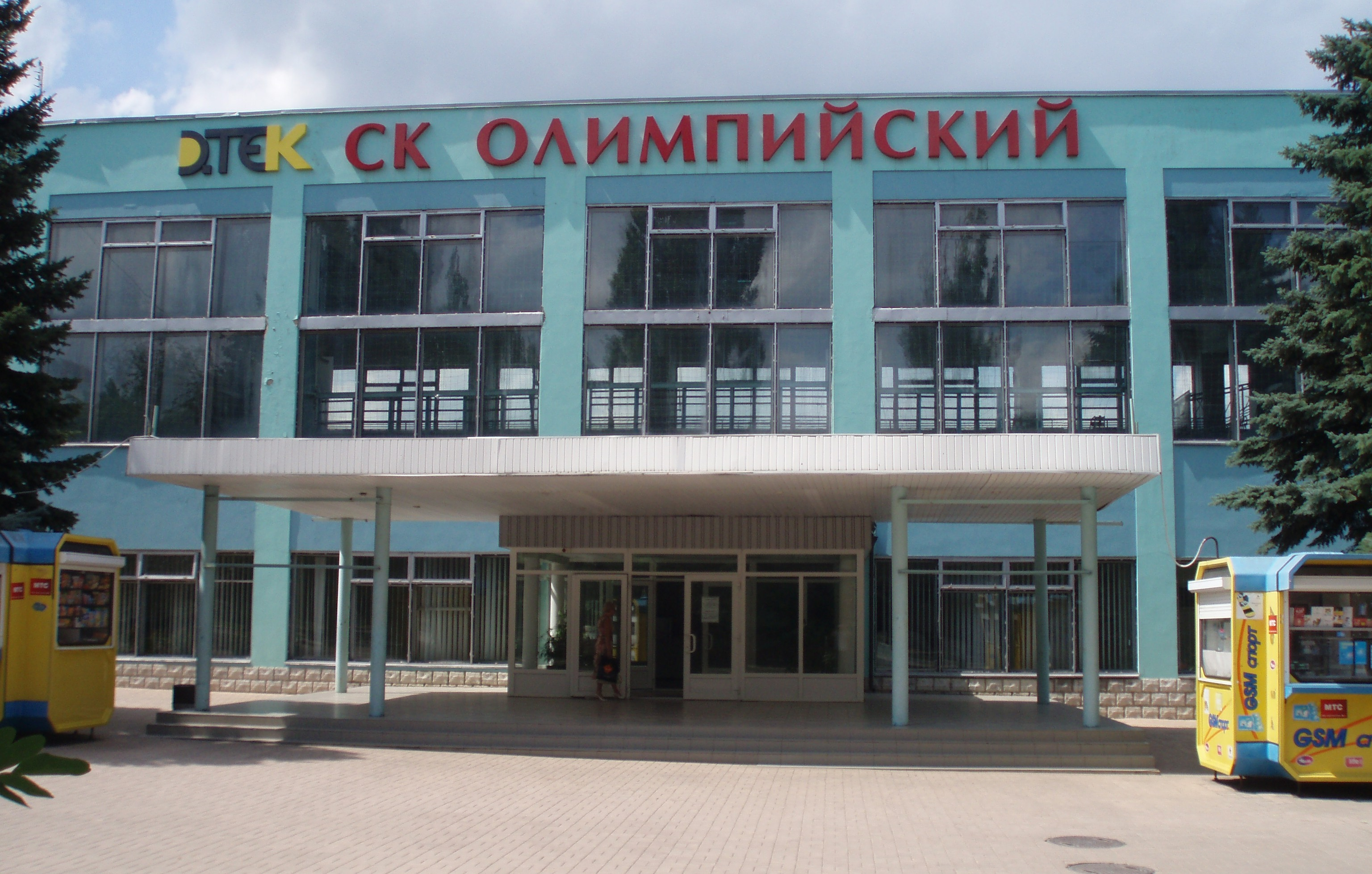
Centro deportivo Olympic en Kurájove
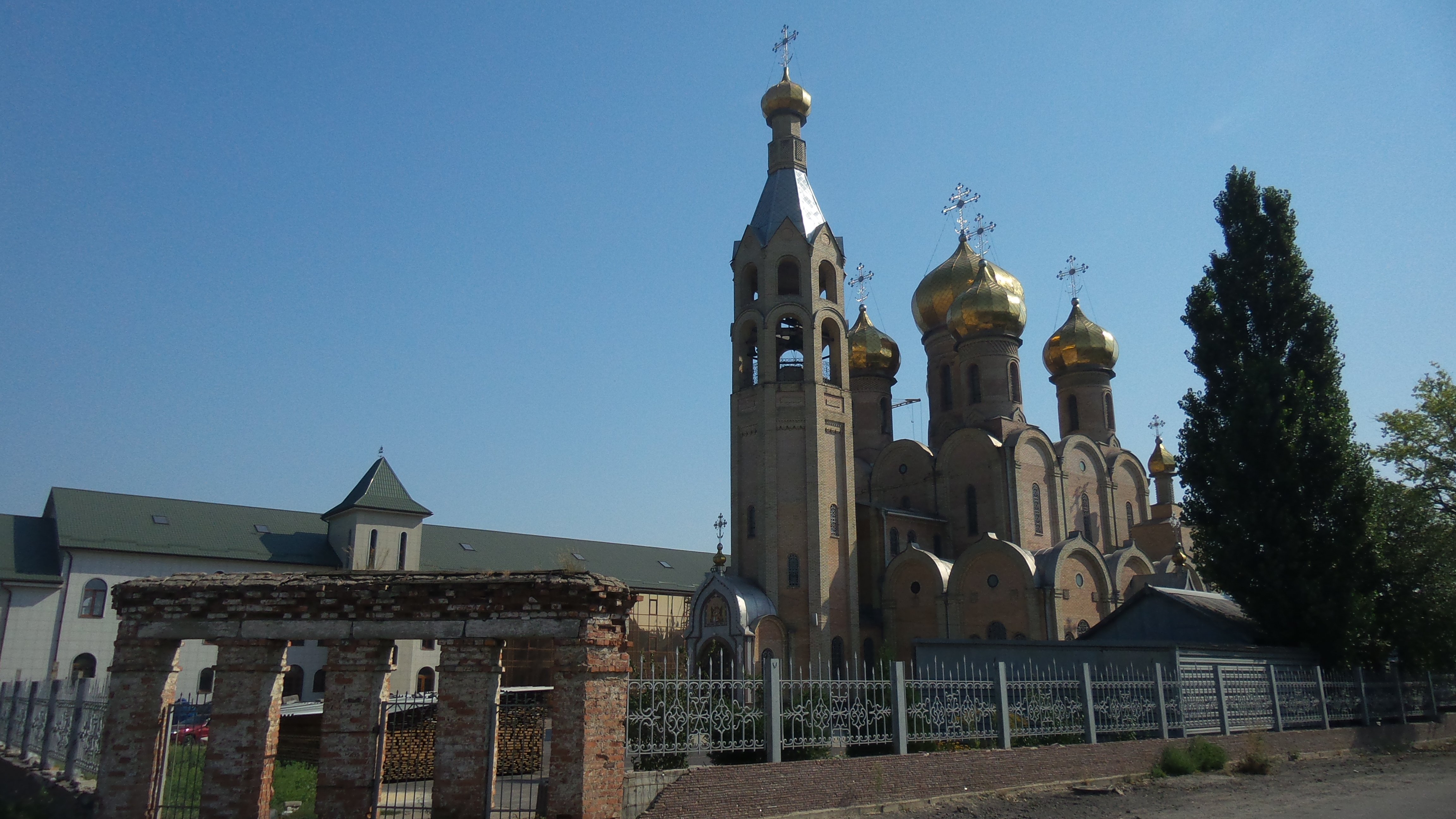
Iglesia en Kurájove
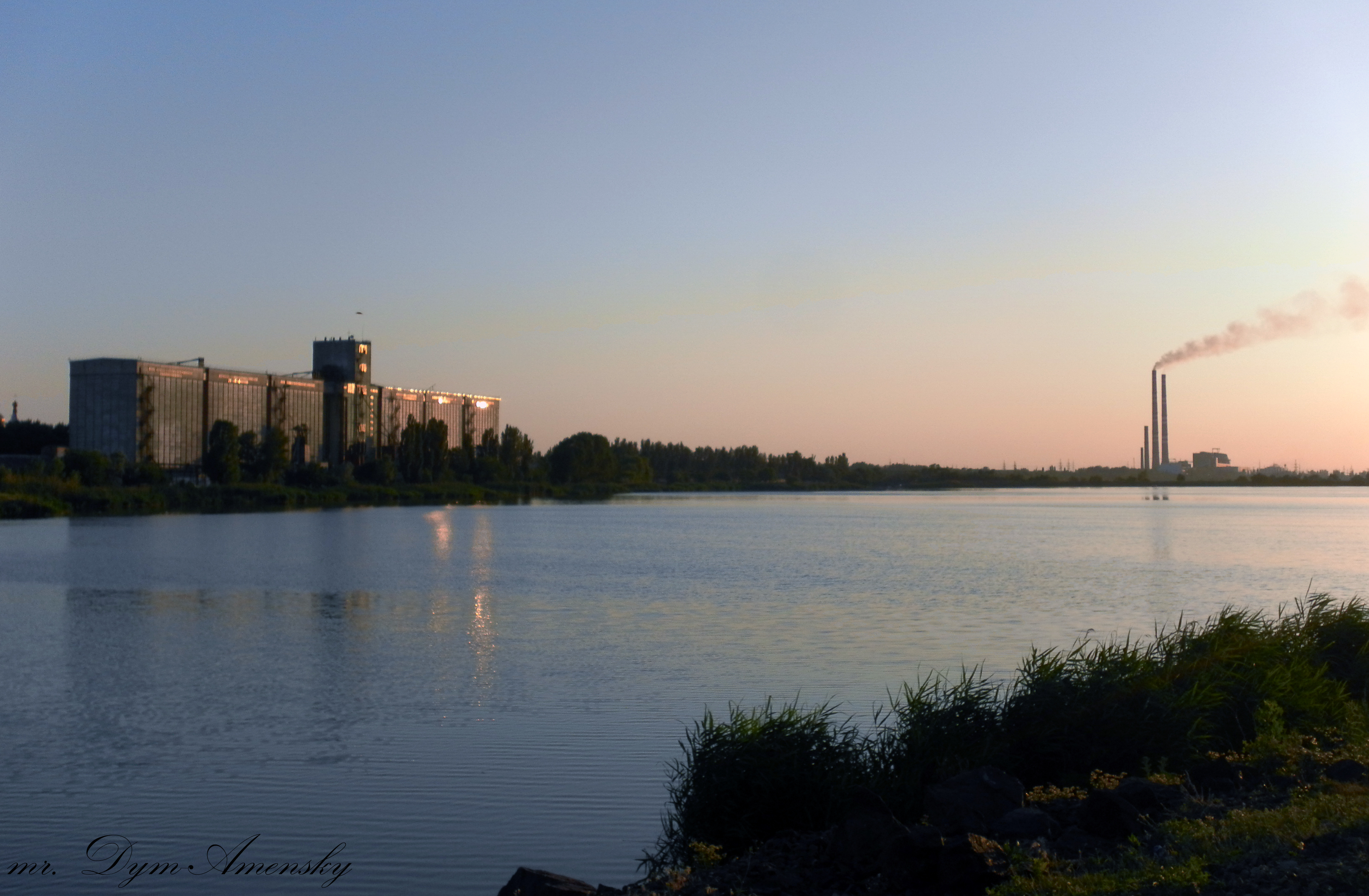
Embalse de Kurájove
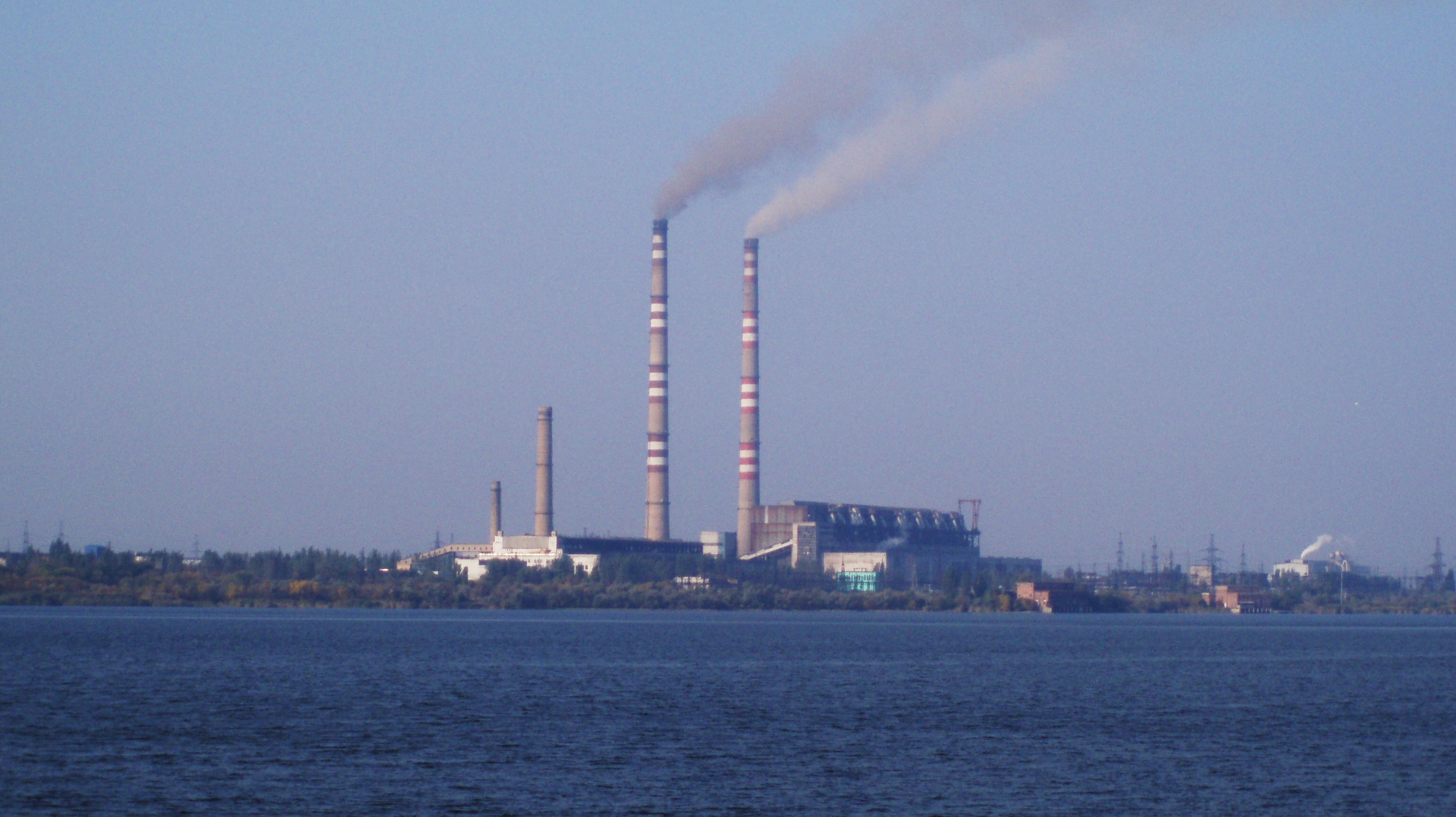
Central eléctirca de Kurájove
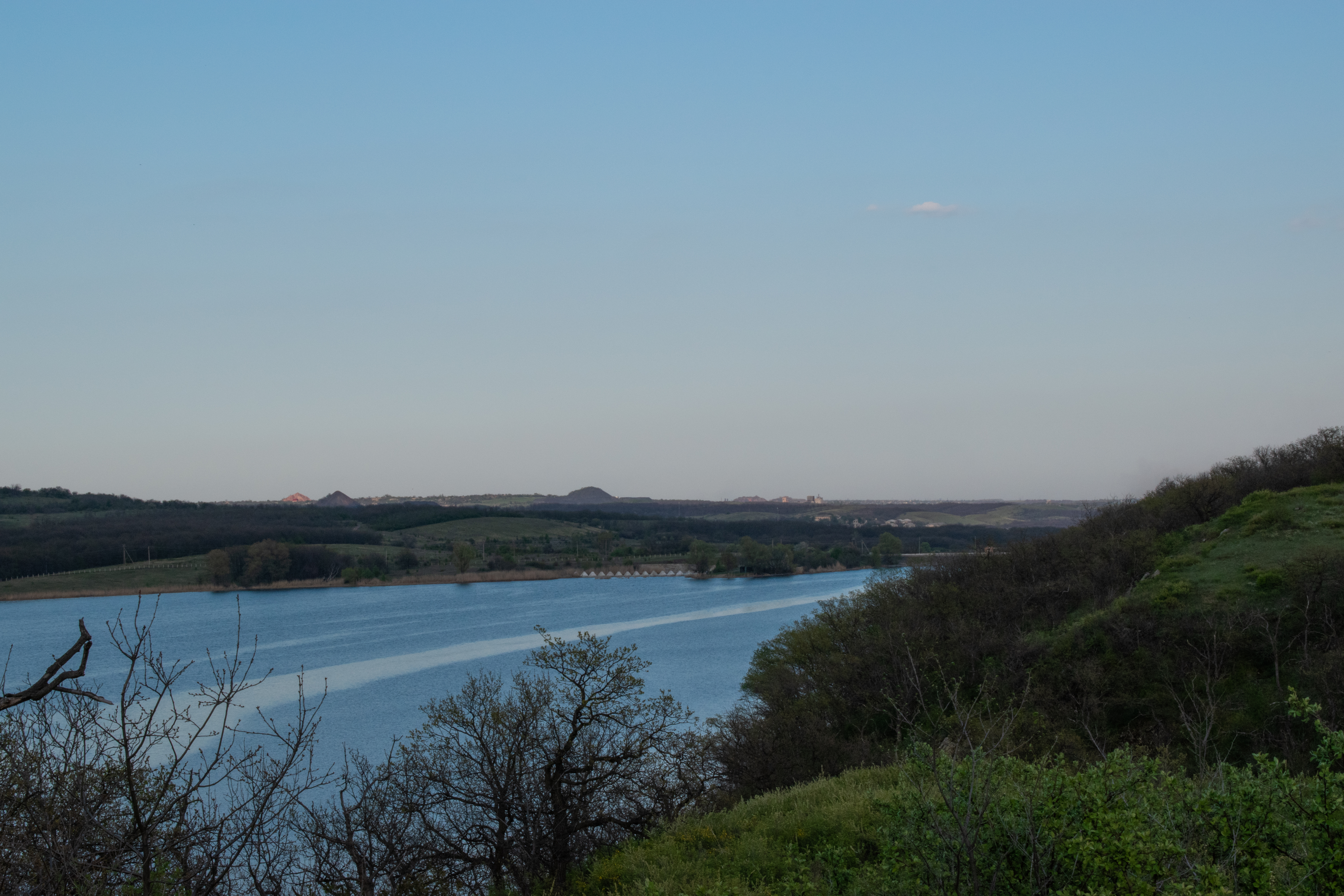
Valle de Kurájove